# 外頸動脈
外頸動脈（がいけいどうみゃく、英: external carotid artery）は、心臓血管である上行大動脈から分枝してできる左右の総頚動脈から分枝する動脈の一つ。頭部および頚部の主要な血管の一つ。甲状軟骨の上端の向かい側から始まる。そしてわずかに曲がったコースを取りながら前上方へ移動する。さらに、下顎頸の後ろのスペースに向けて後方に曲がる。ここで浅側頭動脈や顎動脈が分かれる。
分岐する枝の数やその大きさのため、上に行くほど細くなる。
子供では内頚動脈より多少小さいが、大人ではほぼ同じ大きさである。総頚動脈からの分岐部では、内頚動脈より表面で、正中側にある。また、頸動脈三角の中に含まれている。

## 関係
皮膚、表在筋膜、広頸筋、深在筋膜、胸鎖乳突筋前縁をカバーする。舌下神経、舌神経、舌動脈、総顔面静脈、上甲状腺静脈と交差する。顎二腹筋と茎突舌骨筋を経由する。耳下腺の中を通過して上に向かう。顔面神経および、側頭静脈と顎静脈の合流地点の深部を通る。
内側には、舌骨、咽頭壁、上喉頭神経、耳下腺の一部がある。
側方、低い位置に内頸動脈がある。
後方には、総頚動脈からの分岐部近くに上喉頭神経がある。さらに高いところでは、茎突舌筋と茎突咽頭筋により、内頸動脈が分かれており、舌咽神経と迷走神経咽頭枝、耳下腺の一部がある。

## 枝
外頚動脈から分かれる血管として、上甲状腺動脈、舌動脈、顔面動脈、上行咽頭動脈、後頭動脈、後耳介動脈、顎動脈、浅側頭動脈がある。